# Комсеничский сельсовет
Комсеничский сельсовет — административная единица на территории Круглянского района Могилёвской области Белоруссии.

## Состав
В ноябре 2013 года из состава сельсовета были исключены часть территории и 6 населённых пунктов с последующим присоединением к Запрудскому сельсовету, вместе с тем в состав сельсовета вошли часть территории и 11 населенных пунктов Тетеринского сельсовета.
Комсеничский сельсовет включает 19 населённых пунктов:
- Баньки — деревня.
- Бушовка — деревня.
- Дрозды — деревня.
- Заречье 1 — деревня.
- Кляпиничи — деревня.
- Комсеничи — деревня.
- Криулино — деревня.
- Малина — деревня.
- Михайловка — деревня.
- Поповка — деревня.
- Пригани-1 — деревня.
- Пригани-2 — деревня.
- Пригани-3 — деревня.
- Прудки — деревня.
- Рублевск — деревня.
- Рябиновка — деревня.
- Солодовня — деревня.
- Старки — деревня.
- Шамовка — деревня.

Упразднённые населённые пункты: 
- Новый Двор — деревня